# Александровка (Вольский район)
Александровка — село в Вольском районе Саратовской области России. Входит в состав Черкасского муниципального образования.

## География
Село находится в северной части области, в пределах Приволжской возвышенности, на берегах реки Алай, на расстоянии примерно 31 километра (по прямой) к северо-западу от города Вольск. Абсолютная высота — 77 метров над уровнем моря.
Часовой пояс
Село Александровка, как и вся Саратовская область, находится в часовой зоне МСК+1. Смещение применяемого времени относительно UTC составляет +4:00.

## Население
| 2010 |
| ---- |
| 3    |

Гендерный состав
По данным Всероссийской переписи населения 2010 года в гендерной структуре населения мужчины составляли 100 %.
Национальный состав
Согласно результатам переписи 2002 года, в национальной структуре населения русские составляли 100 % из 5 чел.

## Улицы
Уличная сеть села состоит из одной улицы (ул. Садовая).